# NGC 5211
NGC 5211 (другие обозначения — UGC 8530, MCG 0-35-9, ZWG 17.21, IRAS13305-0046, PGC 47709) — спиральная галактика с перемычкой в созвездии Дева.
Объект причисляют к галактикам низкой поверхностной яркости, которые обычно являются карликовыми.
Этот объект входит в число перечисленных в оригинальной редакции «Нового общего каталога».